# Черноглава муния
Черноглава муния (Lonchura malacca) е вид птица от семейство Estrildidae. Видът е незастрашен от изчезване.

## Разпространение
Разпространен е в Индия, Сингапур и Шри Ланка.